# Гавришівська сільська громада
Гавришівська сільська об'єднана територіальна громада — колишня об'єднана територіальна громада в Україні, у Вінницькому районі Вінницької області. Адміністративний центр — село Гавришівка.
Утворена 23 серпня 2019 року шляхом об'єднання Великокрушлинецької, Гавришівської, Малокрушлинецької та Стадницької сільських рад Вінницького району.
6 травня 2020 року Кабінет Міністрів України затвердив перспективний план формування територій громад Вінницької області, в якому Гавришівська ОТГ відсутня, а Великокрушлинецька, Гавришівська, Малокрушлинецька та Стадницька сільські ради включені до Вінницької ОТГ.

## Населені пункти
До складу громади входять 4 села: Великі Крушлинці, Гавришівка, Малі Крушлинці та Стадниця.